# Fort Frontenac
Le fort Frontenac est situé à l'embouchure de la rivière Cataraqui (Cataroque), à l'emplacement actuel de la ville de Kingston, à l'extrémité nord-est du lac Ontario, dans la province de l'Ontario du Canada actuel, dans la partie occidentale de la Nouvelle-France appelée alors le Pays-d'en-Haut. 
D'abord dénommé fort Cataracoui ou Kataracouy, il ne prit le nom de Frontenac qu'ultérieurement. Le nom Cataraqui est issu du mot iroquois Katarokewen qui signifie « terre de glaise tirée hors de l’eau ».

## Histoire

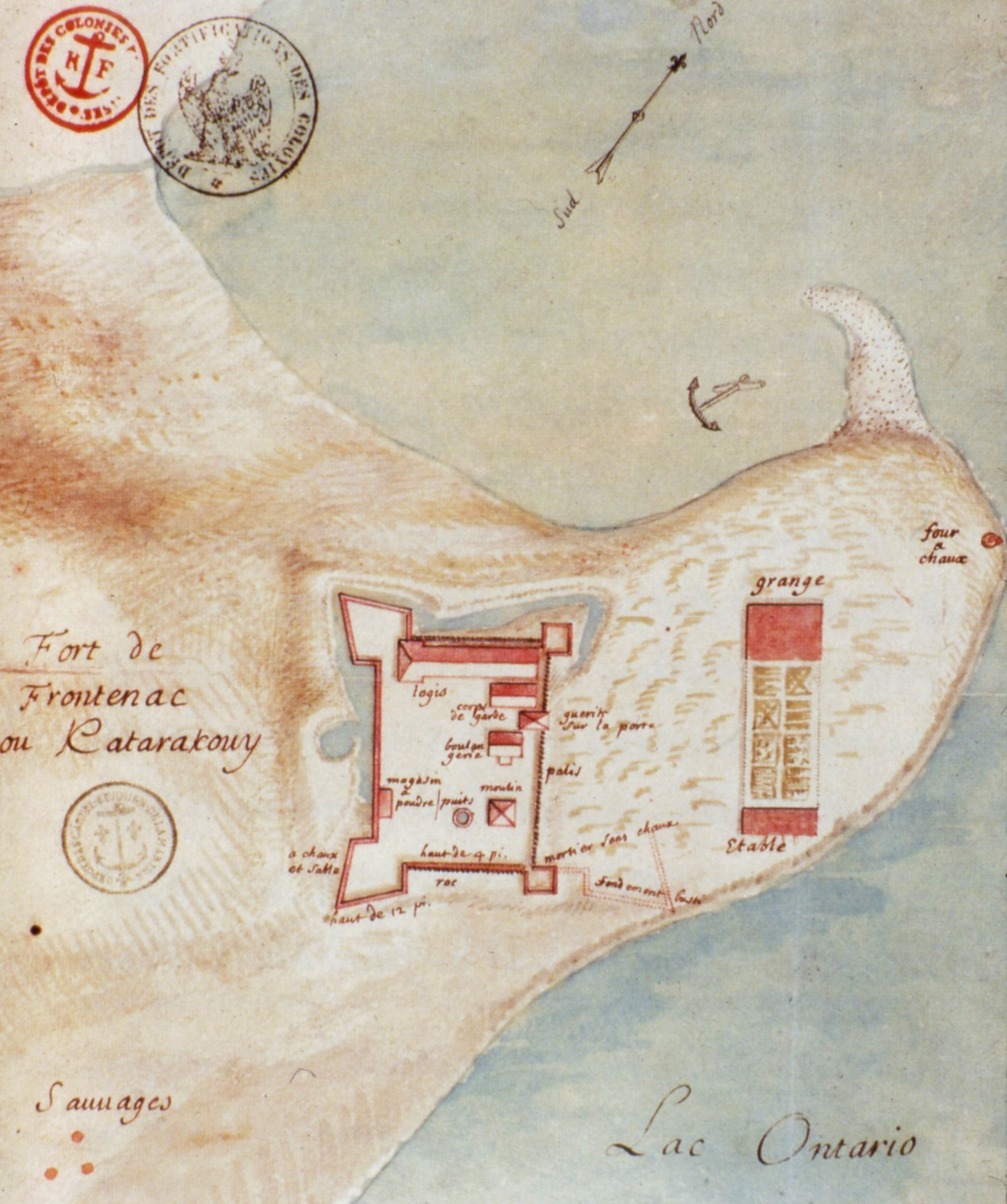
Plan du fort Frontenac, 1685.

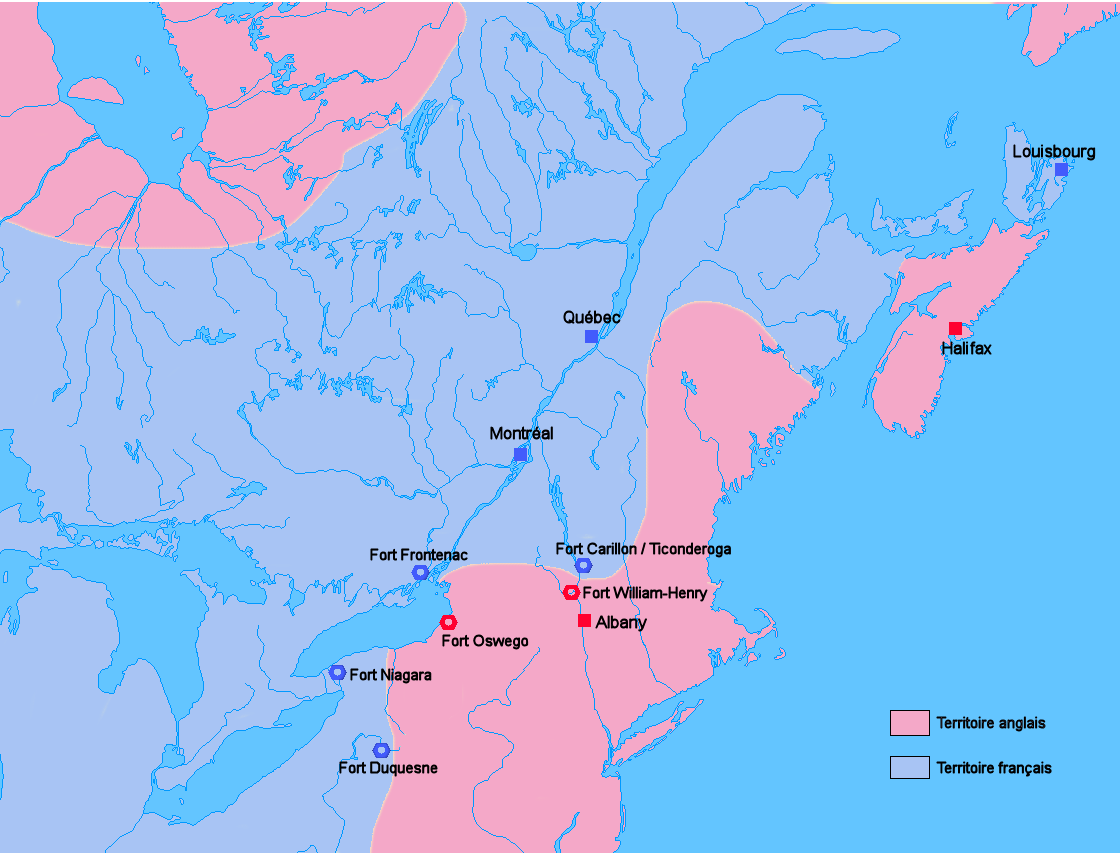
Le fort Frontenac à l'époque de la Nouvelle-France.

La construction du fort Frontenac débuta en juillet 1673, sur ordre de Louis de Buade de Frontenac (gouverneur de la Nouvelle-France), lors de négociations entre une délégation (les Onontchataronons) des Cinq-Nations d'Iroquois et lui. Ce fort devait protéger Ville-Marie (Montréal) qui était à cinq jours de canot et favoriser l'expansion de la colonie canadienne, par les Français, afin d'établir des postes de traite de fourrures à l'intérieur de l'Amérique du Nord, dans la région des Grands Lacs et la vallée de l'Ohio.
Le comte de Frontenac arrive à Québec en septembre 1672. Après quelques discussions avec l'intendant Talon et le gouverneur sortant, Daniel de Rémy de Courcelles, il décide de construire à ses frais (15 000 livres pour son établissement et sa garnison) un avant-poste sur le lac Ontario. Le 12 juillet 1673, il arrive donc à l'embouchure de la rivière Cataracoui, accompagné de son interprète et riche marchand Charles Le Moyne, sieur de Longueuil et de Châteauguay, et d'environ 400 soldats réguliers du régiment de Carignan-Salières, pour rencontrer les chefs des cinq nations iroquoises pour les encourager à faire le commerce et faire la paix avec les Français. Pendant que les groupes se rencontrent et s'échangent des cadeaux, les hommes de Frontenac, sous les ordres de l'ingénieur militaire Hugues Randin, construisent à la hâte une palissade en bois sur la pointe de terre, près d'une baie abritée. « Ceux-ci travaillent avec tant d'ardeur que la palissade en bois, mesurant 90 pieds de côté, est achevée en l'espace de seulement une semaine. » C'est à partir de ce moment que le fort Frontenac est créé. C'est donc l'ingénieur Hugues Randin qui fut l'architecte de ce fort. Il dressa les plans du fort et en dirigea la construction. Le fort est achevé le 19 juillet et palissadé le 20. Trois ans plus tard, les Français le démantèleront pour le rebâtir en pierre. 
Il s'agissait des prémices d'une entreprise de commerce de peaux et de fourrures. Le centre de traite était également une mission religieuse. L'emplacement stratégique du fort garantissait le monopole du commerce dans la région. Frontenac participe lui-même à la traite des fourrures, en se rendant chaque année au fort avec une flottille de canots chargés de marchandises à troquer avec les Amérindiens.

## Les débuts de l'établissement
Le fort s'appelait à ses débuts fort Cataraqui (aussi Catarakoui, Cataracoui) qui fut rebaptisé fort Frontenac. « Le sieur Cavelier de La Salle ayant appris, en 1675, que le commandement de ce fort venait à vaquer, passe en France, pour le demander au roi. Frontenac avait dépensé plus de 15 000 livres... de La Salle offrit de rembourser cette somme, d'achever le fort, et d'y entretenir des soldats pour sa défense, pourvu que la Cour voulût lui accorder la propriété et le gouvernement. Colbert y consentit, et lui expédia ses lettres de provision, par M. Belizani, qui avait beaucoup contribué au succès de cette entreprise. » La Salle obtient donc le fort « à la condition d'y construire un Fort régulier de pierre, de faire défricher les terres, d'y former des Villages François & Sauvages, d'y entretenir à ses frais & dépens une garnison suffisante & des missionnaires Récollets. » Il obtenait la propriété de « quatre lieues de terre attenantes au lac, deux petites îles situées à proximité, et l'octroi du droit de pêche. Il s'engageait, en contrepartie, à y entretenir une garnison et concéder des parcelles à ceux qui voudraient venir s'y établir, à créer des villages d'autochtones et bâtir une église. » Il changea alors le nom de ce fort pour flatter son protecteur, le gouverneur de Frontenac. 
Le but du fort Frontenac était de contrôler le lucratif commerce des fourrures dans le bassin des Grands Lacs à l'ouest et dans le Bouclier canadien au nord et d'être le lien avec les avant-postes français qui seraient créées dans les Grands Lacs et les régions du haut du Mississippi. Le fort était censé être un rempart contre les Anglais et les Hollandais qui étaient en concurrence avec les Français pour le contrôle du commerce des fourrures. Une autre fonction du fort était la mise à la disposition des fournitures et d'envoyer des renforts aux autres installations françaises sur les Grands Lacs et dans la vallée de l'Ohio, vers le sud. De plus, Frontenac espérait que le fort l'aiderait à atteindre ses propres ambitions d'affaires.
René-Robert Cavelier de La Salle est donc le premier administrateur et commandant du fort. En même temps, il y installe une petite communauté de récollets dont le premier supérieur est le Père Gabriel de la Ribourde. Au printemps de 1676, Louis Hennepin est envoyé au fort Cataracoui afin de remplacer le Père Léonard Duchesne et il assiste aux travaux de fortification que fait faire La Salle : « Sitôt que [La Salle] fut de retour en Canada, le Sieur Comte de Frontenac se rendit sur les lieux pour l'aider à faire démolir le premier fort qui n'étoit entouré que de gros pieux et de gazons; il en fit construire un autre de trois cents soixante toises de tour, revêtu de quatre bastions de pierre de taille, auquel on travailla avec tant de diligence qu'au bout de deux ans il fut mis en sa perfection. Ce fort est situé au Nord et près de la décharge du lac Frontenac, dans une presqu'île dont il a fait fossoyer l'isthme et dont les autres côtés sont entourés du lac  & d'un grand port, où toutes sortes de bâtiments peuvent mouiller en sûreté. » Avec l'aide de son confrère Luc Buisset, Hennepin construit entre 1676-1678 une chapelle et une résidence missionnaire, fréquentée bientôt par de nombreux Iroquois.

À partir de 1676, La Salle fit remplacer les palissades en bois par de la pierre, et un bastion en pierre fut rajouté selon une description écrite du fort au XVIIe siècle : 

« Les trois quarts de celui-ci sont de maçonnerie ou de pierre dure, le mur est de trois pieds d'épaisseur et douze de haut. Il y a un endroit, où il y a seulement quatre pieds, qui n'est pas achevé. Le reste est fermé avec des poteaux. Il y a à l'intérieur une maison carrée en rondins, une centaine de pieds de long. Il y a également une forge, un corps de garde, une maison pour les officiers, un puits, et une étable. Les fossés sont de quinze pieds de largeur. Il y a une bonne quantité de terres défrichées et semées autour, à  une centaine de pas ou presque. Il y a une grange pour le stockage de la récolte. Il y a près du fort plusieurs maisons de Français, un village iroquois, un couvent et une église de Récollets. »

Durant la décennie suivante, des améliorations sont apportées au fort : agrandissement des bastions, ajout d'habitations. En 1685, le fort est entouré d'un petit village composé de civils, d'Amérindiens et de religieux récollets. La Salle avait aussi fait venir des animaux domestiques dans l'espoir d'inciter des colons à venir s'installer près de cet avant-poste à Cataraqui. Des terres sont défrichées pour permettre l'agriculture, ainsi que l'élevage du bœuf, du porc et de la volaille. 
Étant donné que La Salle était un explorateur avant tout, il embaucha comme commis François Dauphin de la Forest pour administrer le fort Cataracoui pendant ses nombreux voyages. Il le charge d'agir comme son procureur et d'assurer le commandement avec le titre de major. Ainsi une petite colonie française s'établissait dans les environs, près du village amérindien. Le troc de nourriture , qui nait de l'association entre le poste de traite et le village amérindien faisait partie intégrante de la vie quotidienne. Ainsi les Iroquois, en période de paix, pourvoient le fort Frontenac « de poissons et de bêtes fauves pour la subsistance de la garnison », en échange d'aiguilles, de couteaux, de poudres, de balles et d'autres produits européens.
Afin de tenir les Anglais hors de cette région, l'intendant Jean Talon encourage l'organisation d'une série d'expéditions. C'est ainsi que le 18 novembre 1678, Cavelier de La Salle part, depuis le fort Frontenac, pour établir une route reliant la Nouvelle-France au golfe du Mexique. Ce fort servira donc comme base pratique pour les explorations vers l'intérieur de l'Amérique du Nord.

## Les guerres iroquoises
Les rivalités concernant le commerce des fourrures ont abouti aux guerres iroquoises. Les Français et les Iroquois (encouragés par les Anglais et les Hollandais) n'ont jamais été en très bon termes, et ce depuis Samuel de Champlain(Shampeline), le 19 juillet 1609. Un traité de paix fut signé en 1667, après l'arrivée du régiment de Carignan-Salières, mais la guerre fut de nouveau déclarée dans les années 1680, et cette nouvelle guerre affecta le fort Frontenac.
Le 24 août 1681, Madeleine de Roybon d'Allonne prête 2 141 livres à l'explorateur René-Robert Cavalier de La Salle. En retour et en fief de seigneurie, celui-ci criblé de dettes lui concède une maison et une terre à un endroit nommé Tonequinion (aujourd'hui Collins Bay). Au cours de la guerre contre les Iroquois (1686-1701), elle est capturée. Au début d'août 1687, elle perd son commerce de pelleteries, ses bâtiments et ses terres.
En 1682, l'un des plus redoutables chefs Onontagués, Chaudière Noire, pilla le fort Cataracoui, et il l'attaqua de nouveau en août et septembre 1687.

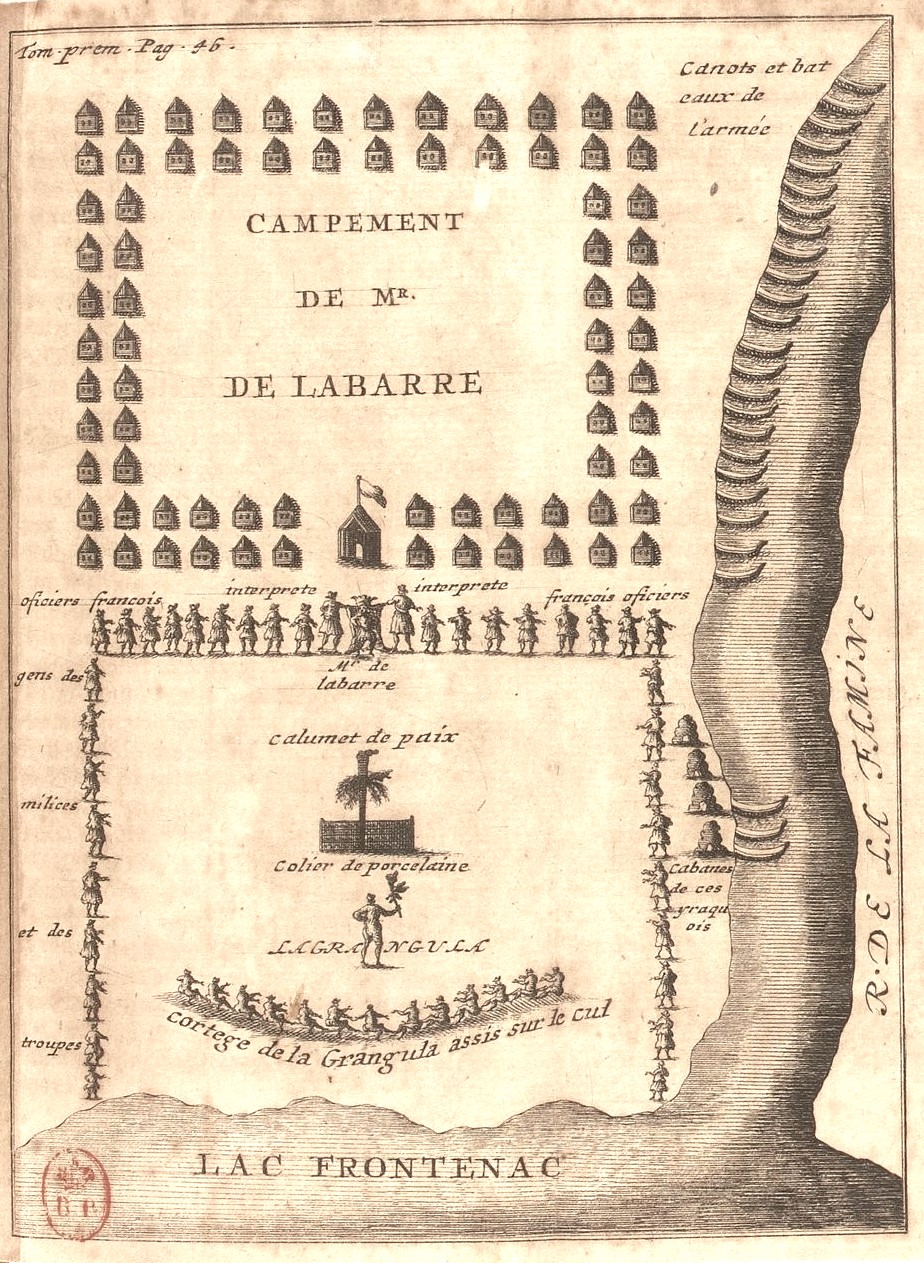
Séance de négociation entre le gouverneur de la Barre et le chef iroquois La Grangula en 1684.
Ce Chef fit dire à Mr de la Barre qu'il étoit prêt à l'écouter, & à l'heure donnée, tout le monde se rangea & se plaça de la manière qu'il est ici désigné.

En 1687, le gouverneur Denonville a remplacé La Barre à la suite de la débâcle de 1684. Voulant briser la résistance iroquoise, il envoie ses troupes en expédition dans les villages avoisinant le fort afin de capturer par traîtrise une cinquantaine d'Iroquois afin de les déporter en France pour servir de galériens. Lahontan, qui est témoin de cette opération, est puni pour s'être opposé à la torture d'un Iroquois qu'il connaissait : 

« Cette tyrannie me fit frémir de compassion et d'horreur. Ces infortunés chantaient jour et nuit (à la manière des peuples du Canada, lorsqu'ils tombent entre les mains de leurs ennemis). Ils disaient qu'on les trahissait sans raison, qu'on leur rendait le mal pour le bien, que pour les récompenser du soin qu'ils avaient toujours eu depuis la paix de pourvoir ce fort de poissons et de bêtes fauves pour la subsistance de la garnison, on les liait et les attachait à des piquets. »

Les troupes de Denonville et ses alliés hurons passent ensuite à l'attaque contre les Iroquois Sénécas, au sud du lac Ontario. Ainsi, en 1688, les relations avec les Iroquois se détériorent. En représailles pour ces incidents et d'autres « tricheries », un groupe de guerriers attaqua un certain nombre d'établissements français, notamment le fort Frontenac. Le fort et l'établissement à Cataraqui sont assiégés par les Iroquois pendant deux mois en 1688. Bien que le fort n'ait pas été détruit, l'établissement est dévasté et les Iroquois détinrent en captivité trois soldats et Madeleine de Roybon d'Alone (la maîtresse de La Salle). De plus, 93 défenseurs moururent durant ce long siège, dont la plupart du scorbut. (On pense que ce sont leurs restes qu'on a découverts sur le site, lors de fouilles à l'été 1987).
En 1689, après le massacre de Lachine par les Iroquois, le fort est partiellement détruit sur ordre de Denonville et, en 1691, le nouveau gouverneur Frontenac confie à Pierre Legardeur de Repentigny la mission d'abandonner le fort et de rapatrier sa garnison à Québec, car son éloignement empêchait une bonne défense et un ravitaillement adéquat.
Le gouverneur de New York, Benjamin Fletcher, convoque à Albany le 15 août 1694 un Grand Conseil iroquois et insiste pour que les Iroquois n'autorisent pas les Français à reconstruire Cataracoui : « ... si vous permettez aux Français de construire en quelque part sur ce Lac, ce sera la fin de votre liberté... ».
En 1695, Frontenac ordonne la reconstruction du fort, malgré la ferme opposition de l'intendant Champigny, qui a l'ascendant de la Couronne. À ce sujet, Frontenac admet à Lagny, son ami et intendant du commerce en France, que même si les ordres émis par Pontchartrain de ne pas rétablir le fort lui étaient parvenus à temps, il les aurait ignorés, considérant que dans le contexte de la guerre intercoloniale, il était plus à même de prendre les meilleures décisions que la haute administration coloniale, à Versailles. Le fort reconstruit fut renforcé par les 300 hommes de troupes de François Charles de Bourlamaque et par 160 habitants.
En 1696, François DeJordy-Moreau, un ami de Frontenac, devient le commandant du fort. Il est remplacé par Louis de Laporte sieur de Louvigny le 7 novembre 1699. Cependant durant l'hiver, ce dernier fit illégalement le commerce des fourrures et fut arrêté et destitué de son poste, car il avait enfreint l'édit de 1696 qui interdisait tout commerce dans les postes de l'Ouest.
La Grande paix de Montréal est signée le 4 août 1701, avec la France et les peuples amérindiens, dont les Iroquois, grâce aux efforts de diplomatie du grand chef huron Kondiaronk.

## La guerre de Sept Ans

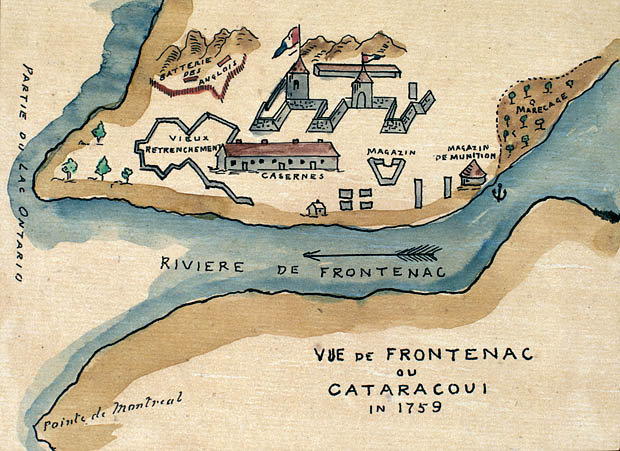
Le fort Frontenac en 1759.

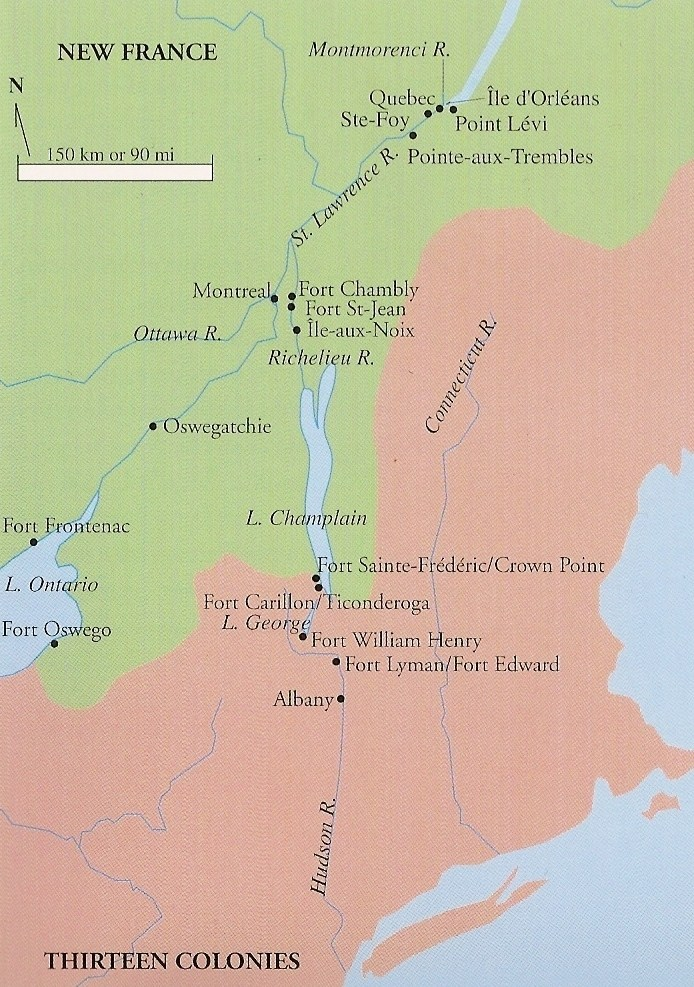
Le fort Frontenac durant la guerre de Sept Ans.

Au début des années 1700, les Français augmentèrent les capacités défensives du fort par l'ajout de nouvelles armes, la construction de nouvelles casernes et l'augmentation de la garnison. Ces améliorations, toutefois, seront vaines.
Au cours des années 1720, les commandants du fort Frontenac, Jacques-Hugues Péan de Livaudière, Pierre-Jacques Payen de Noyan et René Le Gardeur de Beauvais, renforcèrent les liaisons entre Montréal, le fort Frontenac et le fort Michilimakinac situé dans le Pays-d'en-Haut dans la région des Grands Lacs. L'ensemble des structures du fort sont construites en pierre et desservent la plupart des besoins de la population. 
En 1744, devant les menaces de guerre, le fort Frontenac est renforcé et devient un important dépôt d'approvisionnement pour les postes intérieurs nouvellement fondés. Les bâtiments désuets sont améliorés. Des ajouts militaires sont construits pour protéger le fort. En 1754, deux marchands ont des entrepôts et des quais près du fort. L'agglomération se démarque commercialement des autres villes à cause de son commerce d'expédition.

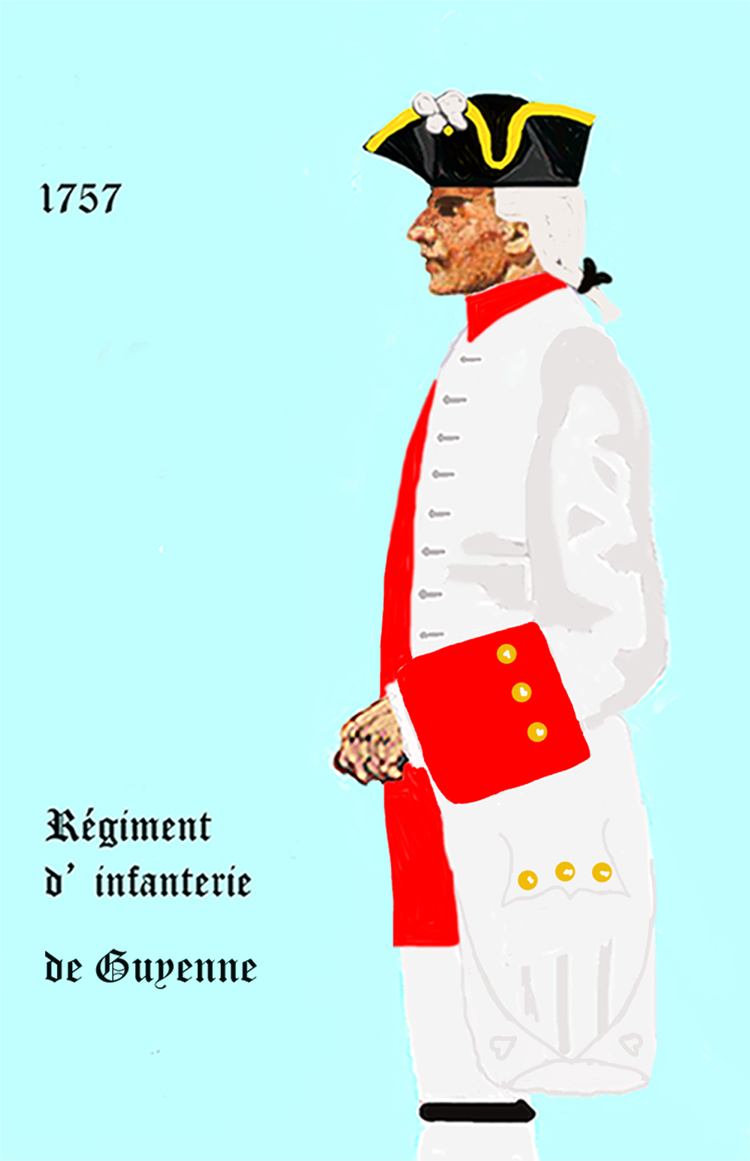
Uniforme de l'infanterie de Guyenne en 1757

Arrivée du capitaine Pierre Pouchot, avec le Régiment de Béarn, et du Régiment de Guyenne en juillet 1755. Cet ingénieur de l'armée aide à l'amélioration des défenses du fort.
Lors de la guerre de Sept Ans, les Britanniques considéraient le fort Frontenac comme une menace stratégique, car celui-ci contrôlait les transports et les communications vers les fortifications et les avant-postes le long du Saint-Laurent et des Grands Lacs et la voie d'eau dans la vallée de l'Ohio. Les Britanniques voulaient couper la ligne des communications françaises, le long de cette route. Le fort était aussi considéré comme un concurrent et une menace militaire au fort Oswego, qui fut construit en 1722, par les Britanniques à l'embouchure de la rivière Oswego, sur le lac Ontario, pour concurrencer le fort Frontenac pour le commerce des fourrures avec les Indiens, et par la suite, comme un renforcement de l'établissement militaire. En effet, le marquis de Montcalm utilisa le fort comme point de départ pour attaquer les fortifications anglaises à Oswego, en août 1756. Les Britanniques voulaient le mettre hors d'état de nuire. De plus, ceux-ci espéraient qu'en prenant le fort, ceci augmenterait le moral des troupes après leur défaite cuisante à la bataille de Fort Carillon (plus tard fort Ticonderoga]), en juillet 1758. 
La bataille de Fort Frontenac se déroule entre le 25 au 27 août 1758. Une force anglo-américaine de 3 082 hommes, sous le commandement du lieutenant-colonel John Bradstreet du 60e Royal Americans, attaque le fort Frontenac. La garnison était composée de seulement 110 Français, 8 Amérindiens, avec des femmes et des enfants. Et sur les 110 hommes, il y avait seulement 48 soldats et 5 officiers (des soldats des compagnies franches de la marine), commandés par Pierre-Jacques Payen de Noyan. Après la reddition, Bradstreet détruit le fort et les navires français et fait évacuer les lieux rapidement pour éviter un nouveau combat avec toute armée française de soutien. Il repart avec un butin de guerre estimé à 35 000 livres anglaises et met ainsi fin à la présence française au fort Frontenac.
La destruction du fort garantissait maintenant la sécurité pour le fort Oswego, mais sa destruction ne coupa pas les lignes de communication et de transports des marchandises de l'empire français. Un autre itinéraire subsistait soit la route de la rivière des Outaouais vers le lac Huron.    
Cependant, le fort étant détruit, de ce fait, cette voie était libre pour une attaque sur Montréal. Ainsi, les troupes du général en chef Amherst partent du lac Ontario pour attaquer Montréal. Et c'est le 8 septembre 1760 que la ville tomba aux mains des forces anglo-américaines.
Lors du traité de Paris en 1763, Cataracoui passe donc sous la Couronne britannique. L'Isle Tonti devient Amherst Island, l'Isle aux Chevreaux devient Carleton Island, la Grande Isle devient Wolfe Island et l'Isle Cauchois devient Howe Island.

## Sous le régime britannique

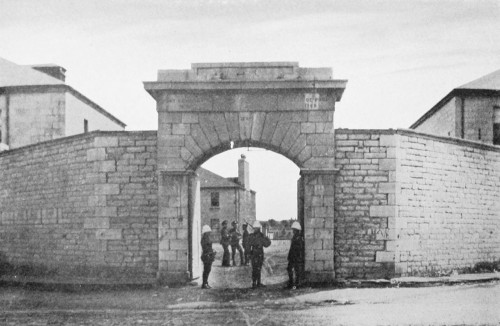
Fort Frontenac

Le site est laissé à l'abandon jusqu'en 1783, année où les Britanniques confèrent à nouveau le statut de base navale et militaire d'importance, face à la menace de l'expansion des États-Unis. Le fort est reconstruit. Le site fut nommé Kingston en 1783, par des loyalistes fuyant New York lors de la révolution américaine.
Pendant la guerre Anglo-Américaine de 1812, le fort était un avant-poste britannique important. Ainsi la région de Kingston devint le centre d'opération principal des Britanniques dans le Haut-Canada et ce, jusqu'au moment que la rive sud du Saint-Laurent fut cédée aux Américains par le traité de Gand qui mit fin à la guerre.
Les francophones ne sont pas très nombreux à Kingston, cependant ils ont pris une part active au développement de cette ville. Celle-ci devint la capitale des deux Canadas de 1840 à 1843 (Canada-Uni, 1840 à 1867).

## Aujourd'hui
Le fort est un site historique national. Depuis 1947, il abrite le Collège d'état-major de l'armée canadienne qui est maintenant connu sous le nom de Collège de commandement et d'état-major de la Force terrestre canadienne. Des fouilles archéologiques effectuées en 1982 ont permis de mettre au jour une partie des fortifications originales dans le centre-ville de Kingston. De nombreux objets ont été retrouvés, ainsi que des sépultures à l'intérieur de l'enceinte du Collège.
Le Fort Frontenac est donc le berceau et l'ancien nom de la ville de Kingston, en Ontario au Canada.